# 美濃七福神
美濃七福神（みのしちふくじん）は、岐阜県美濃地方に広がる七福神巡礼地。1979年（昭和54年）に開創。

## 美濃七福神の一覧
毘沙門天と寿老人が1寺にあるため計6寺で構成される巡礼コースである。
- 恵比寿：甘南美寺　山県市長滝
- 大黒天：真禅院　不破郡垂井町宮代
- 毘沙門天・寿老人：新長谷寺　関市長谷寺町
- 弁財天：円鏡寺　本巣郡北方町大門
- 福禄寿：大龍寺　岐阜市粟野
- 布袋尊：護国之寺　岐阜市長良雄総